# Lucien Gillen
Lucien (Lull) Gillen (Luxemburg, 7 oktober 1928 – aldaar, 11 augustus 2010) was een Luxemburgs wielrenner die vooral als baanwielrenner actief is geweest.

## Biografie
Gillen was professioneel wielrenner van 1947 tot 1966. Als amateur werd hij al nationaal kampioen achtervolging en sprint in 1947.  Als prof zou hij deze prestatie in deze disciplines meerdere jaren achter elkaar herhalen.
In 1955 vestigde hij een wereldrecord op de 5 km achtervolging op de toenmalige Vigorellibaan in Milaan.
Hij was vooral succesvol als zesdaagsenwielrenner. Hij nam in totaal aan 116 zesdaagsen deel en heeft 10 overwinningen op zijn naam staan. Van deze 10 overwinningen behaalde hij er 5 samen met zijn de Italiaan Ferdinando Terruzzi.
Verder won hij in 1954 het omnium van Kopenhagen.
Lucien Gillen was ook op bescheiden manier actief als wegrenner. Zijn meest opvallende prestaties op de weg zijn:
- 1e in 3e etappe Ronde van Luxemburg 1953
- etappeoverwinning en eindklassement in de Ronde van de Oise 1955
- 2e op het nationaal kampioenschap op de weg 1963

Naast het wielrennen, voltooide Lucien Gillen een opleiding economie. Na zijn wielercarrière verwierf hij zich mede hierdoor een topfunctie in het Luxemburgse bankwezen.

## Zesdaagsenoverwinningen
| Nr. | Jaar   | Zesdaagse van | Samen met           |
| --- | ------ | ------------- | ------------------- |
| 1   | 1952   | Kopenhagen    | Kay Werner Nielsen  |
| 2   | 1953   | Dortmund      | Ferdinando Terruzzi |
| 3   | 1953   | Kopenhagen    | Ferdinando Terruzzi |
| 4   | 1954   | Kopenhagen    | Ferdinando Terruzzi |
| 5   | 1955-1 | Gent          | Ferdinando Terruzzi |
| 6   | 1955   | Berlijn       | Ferdinando Terruzzi |
| 7   | 1956-2 | Kopenhagen    | Gerrit Schulte      |
| 8   | 1959   | Münster       | Peter Post          |
| 9   | 1964   | Quebec        | Emile Severeyns     |
| 10  | 1964-2 | Montreal      | Robert Lelangue     |

| Aantal | Samen met                                                                              |
| ------ | -------------------------------------------------------------------------------------- |
| 5      | - Ferdinando Terruzzi                                                                  |
| 1      | - Kay Werner Nielsen - Gerrit Schulte - Peter Post - Emile Severeyns - Robert Lelangue |

Wielerploegen van Lucien Gillen
Bahamontes ·
Blomme ·
Bolzan ·
Botella ·
Bover ·
Chiti ·
Ciampi ·
Company ·
Couvreur ·
Decock ·
Desmet ·
Emiliozzi ·
Ernzer ·
Fini ·
Fornasari ·
Galdeano ·
Gandolfi ·
Gaul ·
Gelhausen ·
Gillen ·
Girardini ·
Gola ·
Guarguaglini ·
Hoevenaars ·
Jiménez ·
Kerckhove ·
Loroño ·
Luyten ·
Manzaneque ·
Metra ·
Moreno ·
Mostajo ·
Pacheco ·
Paternoster ·
Pavesi ·
Pellegrini ·
Ruiz ·
Scappini ·
Schils ·
Schroeders ·
Serra ·
Strehler ·
Timoner ·
Vandaele ·
Van Gompel ·
Van Looveren · 

Van Looy ·
Verplaetse